# 뉴턴 다각형
대수적 수론에서 뉴턴 다각형(Newton多角形, 영어: Newton polynomial)은 국소체 계수의 다항식의 성질을 나타내는 다각형이며, 각 계수의 값매김으로 정의되는 점들의 볼록 껍질이다.

## 정의
다음이 주어졌다고 하자.
- 완비 이산 값매김환 {\displaystyle D}. {\displaystyle D}의 분수체를 {\displaystyle K=\operatorname {Frac} D}로 표기하자.
- 다항식 {\displaystyle p=a_{n}x^{n}+\dotsb +a_{1}x+a_{0}\in K[x]}

{\displaystyle K} 위의 이산 값매김을
{\displaystyle \nu \colon K\setminus \{0\}\to \mathbb {Z} }
로 표기하자. 편의상
{\displaystyle \nu (0)=+\infty }
로 놓자.
그렇다면, 확장된 실수 평면 속의 다음과 같은 점들을 생각하자.
{\displaystyle \{(i,\nu (a_{i}))\colon i\in \mathbb {Z} \}\subsetneq (\mathbb {Z} \sqcup \{\infty \})^{2}\subsetneq (-\infty ,\infty ]^{2}}
이 점들을 포함하는 볼록 껍질을 {\displaystyle p}의 뉴턴 다각형이라고 한다.

## 성질
다항식 {\displaystyle p\in K[x]} 및 대수적 폐포 {\displaystyle {\bar {K}}}가 주어졌다고 하자. 그렇다면 이산 값매김을 {\displaystyle {\bar {K}}}에 다음과 같이 확장할 수 있다.
{\displaystyle {\bar {\nu }}\colon K^{\times }\to \mathbb {Q} }
{\displaystyle p}의 뉴턴 다각형의 변의 수가 {\displaystyle r}이며, 각 변의 기울기가
{\displaystyle (\mu _{1},\dotsc ,\mu _{r})}
이며, 각 변의 x축에 사영하였을 때의 길이가
{\displaystyle (\lambda _{1},\dotsc ,\lambda _{r})}
라고 하자. 그렇다면, {\displaystyle p}의 {\displaystyle {\bar {K}}}에서의 근
{\displaystyle \alpha _{1},\alpha _{2},\dotsc ,\alpha _{\deg p}}
{\displaystyle p(\alpha _{i})=0}
가운데, 값매김이 {\displaystyle -\mu _{a}}인 것의 수는 {\displaystyle \lambda _{a}}개이다.

## 예
5진 정수의 이산 값매김환 {\displaystyle \mathbb {Z} _{5}} 계수의 6차 다항식
{\displaystyle 1+5x+5^{-1}x^{2}+3x^{3}+5^{2}x^{5}+5^{2}x^{5}+5^{4}x^{6}}
을 생각하자. 그렇다면, 뉴턴 다항식을 정의하는 점들은 다음과 같다.
{\displaystyle \{(0,0),(1,1),(2,-1),(3,0),(4,\infty ),(5,2),(6,4),(7,\infty ),(8,\infty ),\dotsc \}}
따라서, 그 볼록 껍질인 뉴턴 다각형은 다음과 같이 주어진다.
이 뉴턴 다각형은 세 개의 변으로 구성되며, 이들은 다음과 같다.
| 시작점 | 끝점   | x축 사영 길이 | 기울기 |
| ------ | ------ | ------------- | ------ |
| (0,0)  | (2,−1) | 2             | −½     |
| (2,−1) | (5,2)  | 3             | 1      |
| (5,2)  | (6,4)  | 1             | 2      |
따라서, 이 다항식의 6개의 근 가운데, 5진 값매김이 ½인 것은 2개이며, −1인 것은 3개이며, −2인 것은 1개이다.

## 역사
아이작 뉴턴이 하인리히 올덴부르크(독일어: Heinrich Oldenburg, 영어: Henry Oldenburg 헨리 올든버그[*])에게 1676년에 보낸 편지에서 최초로 사용하였다.

## 같이 보기
- 아이젠슈타인 판정법